# Muktuk

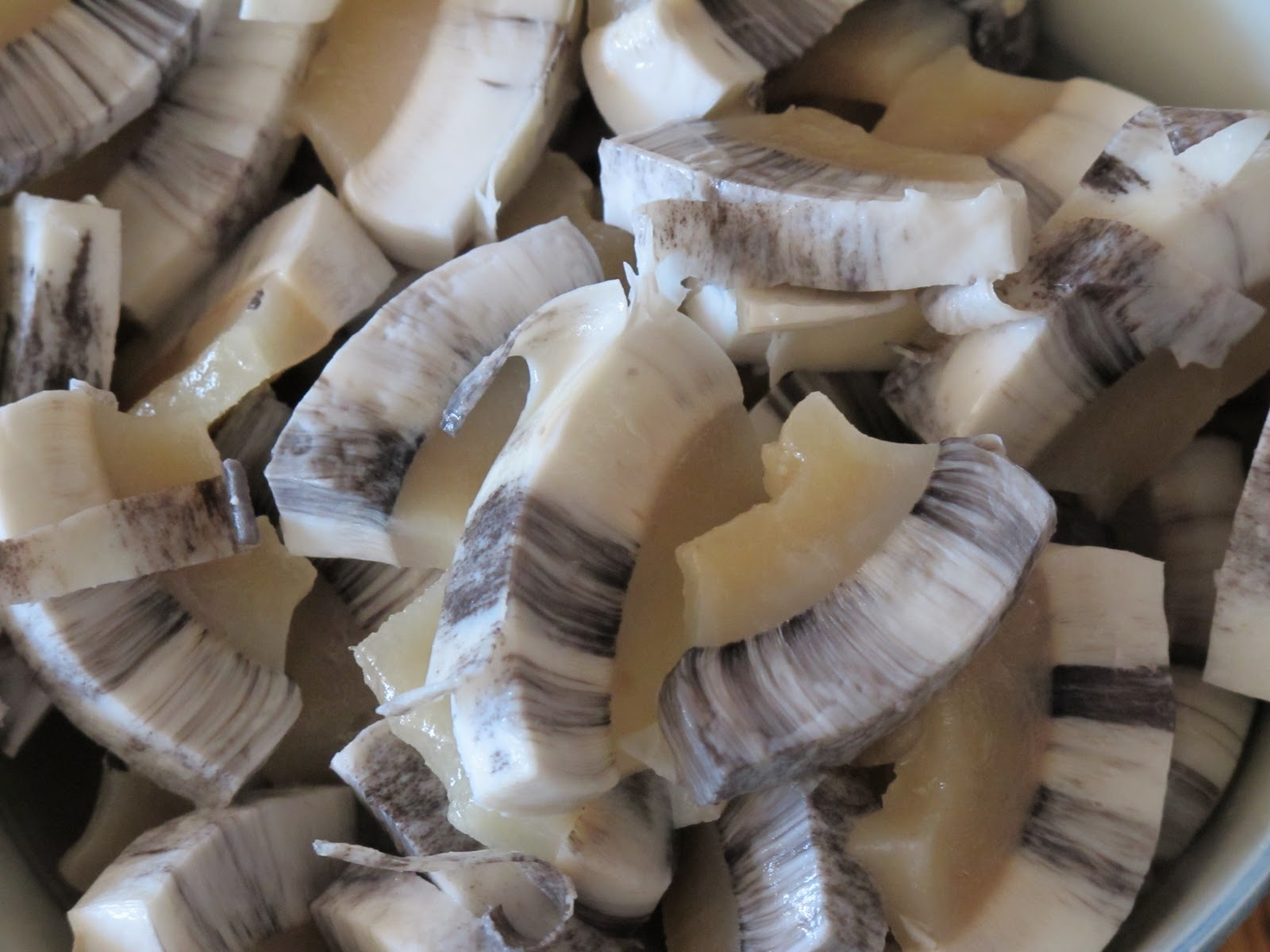
Muktuk découpé et préparé.

Le muktuk est un aliment traditionnel inuit et tchouktche composé de peau et de lard de baleine congelés.

## Description
Le muktuk est le plus souvent fabriqué à partir de la peau et du lard de la baleine boréale, bien que le béluga et le narval soient également utilisés. Habituellement consommé cru, il est parfois coupé en petits dés, pané, frit et servi avec de la sauce soja. Bien qu'il soit généralement consommé cru, il peut également être consommé congelé ou cuit,. Lorsqu'il est mâché cru, le lard devient huileux, avec un goût de noix ; s'il n'est pas coupé en dés, ou au moins dentelé, la peau est assez caoutchouteuse.
Au Groenland, le muktuk (mattak) est vendu commercialement aux usines de poisson, et au Canada à d'autres communautés (muktaaq). On a découvert que le muktuk est une bonne source de vitamine C, l'épiderme contenant jusqu'à 38 mg par 100 grammes (3,5 oz),. Il était utilisé comme antiscorbutique par les explorateurs britanniques de l'Arctique. Le lard est également une source de vitamine D.
Au fur et à mesure que les baleines grandissent, le mercure s'accumule dans le foie, les reins, les muscles et le lard, et le cadmium se dépose dans le lard. Il contient également des PCB, des substances cancérigènes qui endommagent les systèmes nerveux, immunitaire et reproducteur de l'homme, bioaccumulées à partir du réseau alimentaire marin,, et divers autres contaminants.